# Crownpoint
Crownpoint is een plaats (census-designated place) in de Amerikaanse staat New Mexico, en valt bestuurlijk gezien onder McKinley County.

## Demografie
Bij de volkstelling in 2000 werd het aantal inwoners vastgesteld op 2630.

## Geografie
Volgens het United States Census Bureau beslaat de plaats een oppervlakte van
18,3 km², geheel bestaande uit land. Crownpoint ligt op ongeveer 2128 m boven zeeniveau.

## Plaatsen in de nabije omgeving
De onderstaande figuur toont nabijgelegen plaatsen in een straal van 56 km rond Crownpoint.